# Jacques Ardouin
Jacques Ardouin (6 de noviembre de 1937 – 21 de agosto de 2002) fue un actor y director teatral y cinematográfico de nacionalidad francesa.

## Biografía
Nacido en París, Francia, su nombre completo era Jacques Jean Henri Ardouin. 
Formado en los cursos del Conservatoire national supérieur d'art dramatique (promoción de 1961), fue conocido por su trabajo como actor y escenógrafo para las emisiones televisivas del programa Au théâtre ce soir, dirigidas por Pierre Sabbagh, emitidas por la ORTF y grabadas en el Théâtre Marigny de París.
Jacques Ardouin falleció en Quincy-sous-Sénart, Francia, en el año 2002, a causa de un cáncer.

## Teatro

### Actor
- 1976 : Rosencrantz et Guildenstern sont morts, de Tom Stoppard, escenografía de Jean-François Prévand, Théâtre de la Plaine, Théâtre des Mathurins
- 1977 : Rosencrantz et Guildenstern sont morts, de Tom Stoppard, escenografía de Jean-François Prévand, Théâtre de Nice
- 1980 : Une chambre pour enfant sage, de Didier Decoin, escenografía de Pierre Vielhescaze, Théâtre Tristan Bernard
- 1980 : Reviens dormir à l’Élysée, de Jean-Paul Rouland y Claude Olivier, escenografía de Michel Roux, Comédie Caumartin
- 1984 : William Ier, de Jean-François Prévand y Sarah Sanders, escenografía de Jean-François Prévand, Théâtre La Bruyère

### Director y actor
- 1973 : La Complice, de Louis C. Thomas y Jacques Rémy, Théâtre Daunou
- 1976 : L'École des cocottes, de Paul Armont y Marcel Gerbidon, Théâtre Hébertot

### Director únicamente.[2]
- 1967 : Jeux pour le ciel, de Étienne Bor, Théâtre du Vieux-Colombier
- 1968 : La Terre étrangère, de Jean-François Rozan, Théâtre des Mathurins
- 1970 : Ciel, où sont passées les dattes de tes oasis ?, de Roger Hanin, Théâtre de la Potinière
- 1970 : La locandiera, de Carlo Goldoni, Théâtre Hébertot
- 1970 : J'ai régné cette nuit, de Pierre Sabatier, Théâtre Hébertot
- 1977 : Un ouvrage de dames, de Jean-Claude Danaud, Café teatro Le Plateau Beaubourg
- 1980 : Madame Rose est au Parfum, de Maurice Horgues (Tournées Baret)
- 1980 : Du canard au sang pour Mylord, de Claude Rio, Théâtre Tristan Bernard
- 2001 : L’Oursin, de Francis Blanche (tras el Festival de Aviñón de 2001, representada en el Théâtre du Petit Hébertot de junio a octubre de 2004)

## Filmografía

### Actor

#### Cine
- 1973 : Il n'y a pas de fumée sans feu, de André Cayatte
- 1973 : Le Concierge, de Jean Girault
- 1974 : Le Protecteur, de Roger Hanin
- 1975 : Les Chevaliers de la croupe, de Eddy Naka
- 1979 : On efface tout, de Pascal Vidal
- 1980 : La Boum, de Claude Pinoteau
- 1981 : Prends ta Rolls et va pointer, de Richard Balducci
- 1982 : N'oublie pas ton père au vestiaire..., de Richard Balducci
- 1983 : Salut la puce, de Richard Balducci
- 1987 : Association de malfaiteurs, de Claude Zidi
- 1993 : Aéroport, de Éric Magnan

#### Televisión
- 1963 : Le Scieur de long, de Marcel Bluwal
- 1973 : Les yeux qui hurlent, de Bernard Maigrot
- 1977 : Minichroniques, de Jean-Marie Coldefy, episodios La Croisière y Les Touristes
- 1979 : Othello, de Yves-André Hubert
- 1979 : Il était un musicien, episodio Monsieur Stravinski, de Roger Hanin
- 1979 : Il était un musicien, episodio Monsieur Albeniz, de Claude Lallemand
- 1990 : La mort a dit peut-être, de Alain Bonnot
- 1990 : Le Congrès, de Claude Guillemot
- 1994 : Les Cordier, juge et flic, episodio L'Assassin des beaux quartiers, de Alain Bonnot

#### Au théâtre ce soir
- 1967 : Topaze, de Marcel Pagnol, escenografía de Marcelle Tassencourt, dirección de Pierre Sabbagh, Théâtre Marigny
- 1973 : Marie-Octobre, de Jacques Robert, Julien Duvivier y Henri Jeanson, escenografía de André Villiers, dirección de Georges Folgoas, Théâtre Marigny
- 1973 : La locandiera, de Carlo Goldoni, escenografía de Jacques Ardouin, dirección de Georges Folgoas, Théâtre Marigny
- 1974 : Edward, mi hijo, de Robert Morley y Noel Langley, escenografía de Jacques Ardouin, dirección de Georges Folgoas, Théâtre Marigny
- 1974 : La Mare aux canards, de Marc Cab y Jean Valmy, escenografía de Robert Manuel, dirección de Georges Folgoas, Théâtre Marigny
- 1974 : Madame Sans Gêne, de Victorien Sardou y Émile Moreau, escenografía de Michel Roux, dirección de Georges Folgoas, Théâtre Marigny
- 1974 : La Ligne de chance, de Albert Husson, escenografía de Jacques Ardouin, dirección de Georges Folgoas, Théâtre Marigny
- 1975 : Dix minutes d'alibi, de Anthony Armstrong, escenografía de Jacques Ardouin, dirección de Pierre Sabbagh, Théâtre Édouard VII
- 1975 : La Complice, de Jacques Rémy a partir de Louis C. Thomas, escenografía de Jacques Ardouin, dirección de Pierre Sabbagh, Théâtre Édouard VII
- 1975 : Trésor party, de Bernard Régnier a partir de Wodehouse, solamente escenografía, dirección de Pierre Sabbagh, Théâtre Édouard VII
- 1975 : La mandrágora, de Roland Jouve a partir de Maquiavelo, escenografía de Jacques Ardouin, dirección de Pierre Sabbagh, Théâtre Édouard VII
- 1976 : Week-end, de Noël Coward, escenografía de Jacques Ardouin, dirección de Pierre Sabbagh, Théâtre Édouard VII
- 1977 : Le Juste Milieu, de Berry Callaghan, escenografía de Jacques Ardouin, dirección de Pierre Sabbagh, Théâtre Marigny
- 1977 : L'École des cocottes, de Paul Armont y Marcel Gerbidon, escenografía de Jacques Ardouin, dirección de Pierre Sabbagh, Théâtre Marigny
- 1977 : Nuit folle, de Paul Gerbert, escenografía de Jacques Ardouin, dirección de Pierre Sabbagh, Théâtre Marigny
- 1978 : Le Sac, de André Lang, solamente escenografía, dirección de Pierre Sabbagh, Théâtre Marigny
- 1978 : L'Amant de cœur, de Louis Verneuil, escenografía de Robert Manuel, dirección de Pierre Sabbagh, Théâtre Marigny
- 1979 : Zozo, de Jacques Mauclair, escenografía de Jacques Ardouin, dirección de Pierre Sabbagh, Théâtre Marigny
- 1979 : Un amour exemplaire, de Maurice Horgues, escenografía de Jacques Ardouin, dirección de Pierre Sabbagh, Théâtre Marigny
- 1979 : Le Bon débarras, de Pierre Barillet y Jean-Pierre Grédy, escenografía de Jacques Ardouin, dirección de Pierre Sabbagh, Théâtre Marigny
- 1980 : Le Sexe et le néant, de Thierry Maulnier, escenografía de Jacques Ardouin, dirección de Pierre Sabbagh, Théâtre Marigny
- 1980 : Divorçons, de Victorien Sardou, escenografía de Robert Manuel, dirección de Pierre Sabbagh, Théâtre Marigny
- 1980 : Comédie pour un meurtre, de Jean-Jacques Bricaire y Maurice Lasaygues, escenografía de Dominique Nohain, dirección de Pierre Sabbagh, Théâtre Marigny
- 1980 : L'Homme au parapluie, de William Dinner y William Morum, solamente escenografía, dirección de Pierre Sabbagh, Théâtre Marigny
- 1980 : Ninotchka, de Melchior Lengyel, adaptación de Marc-Gilbert Sauvajon, escenografía de Jacques Ardouin, dirección de Pierre Sabbagh, Théâtre Marigny
- 1981 : L'Oiseau de bonheur, de Dominique Nohain, escenografía de Jacques Ardouin, dirección de Pierre Sabbagh, Théâtre Marigny
- 1981 : Hallucination, de Claude Rio, escenografía de Jacques Ardouin, dirección de Pierre Sabbagh, Théâtre Marigny
- 1982 : La Maison de l'Estuaire, de Marcel Dubois, escenografía de Jacques Ardouin, dirección de Pierre Sabbagh, Théâtre Marigny
- 1984 : J'y suis, j'y reste, de Raymond Vincy y Jean Valmy, escenografía de Robert Manuel, dirección de Pierre Sabbagh, Théâtre Marigny
- 1984 : Le Diable en personne, de Philip King y Fakland Cary, adaptación de Jean Marsan, escenografía de Jacques Ardouin, dirección de Pierre Sabbagh, Théâtre Marigny

### Director
- 1983 : En cas de guerre mondiale, je file à l'étranger, guion de Jean-Claude Massoulier